# Allen Say

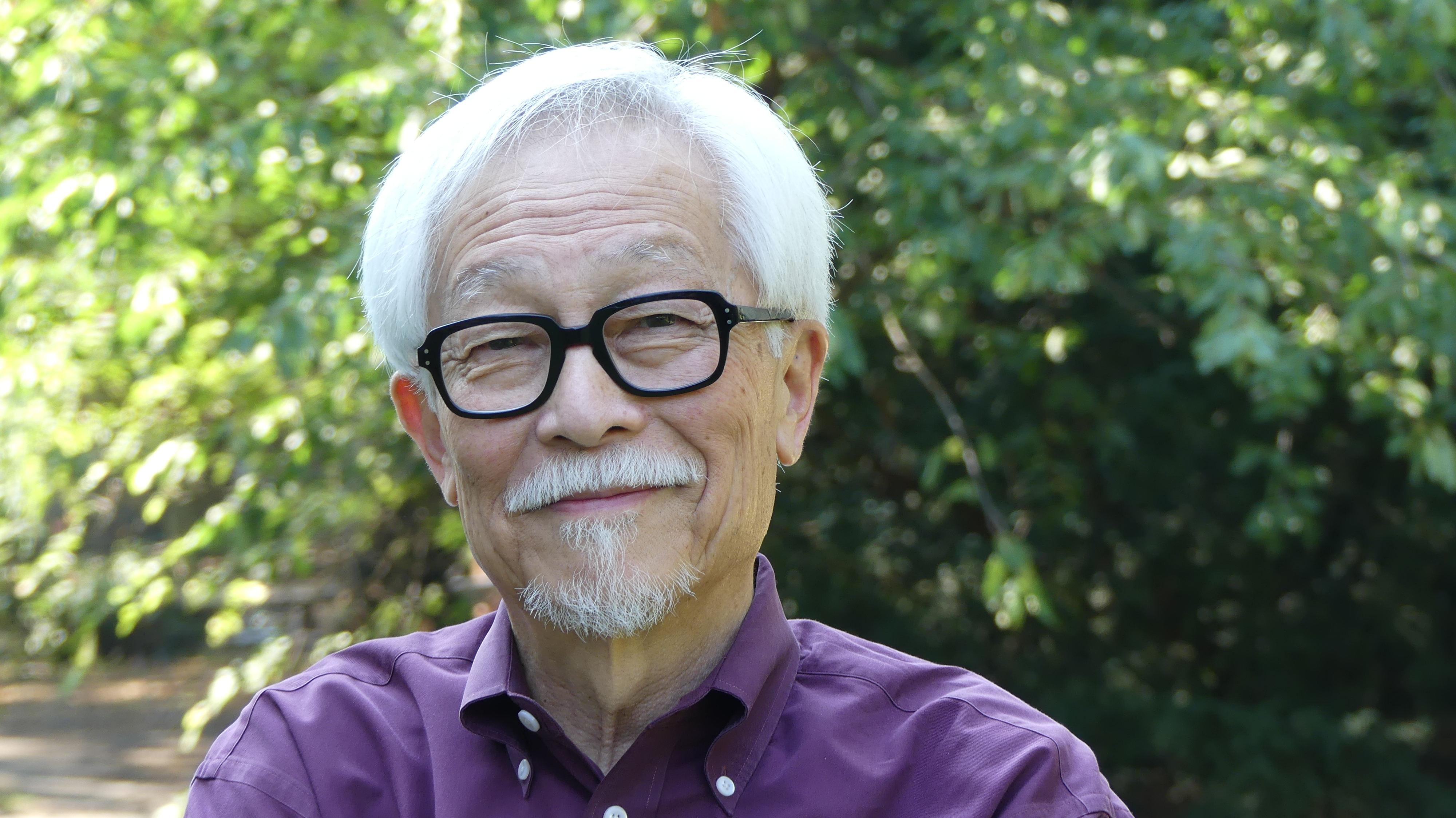
Allen Say (2016 beim Kinder- und Jugendprogramm des 16. Internationalen Literaturfestivals Berlin)

Allen Say (* 28. August 1937 als James Allen Koichi Moriwaki Seii in Yokohama, Japan) ist ein japanischer, in den USA lebender Fotograf, Schriftsteller und Illustrator.
Seit 1968 ist er als Schriftsteller und Illustrator tätig und veröffentlichte bis heute 31 Bilderbücher, Kinderbücher, Comics sowie einen Jugendroman, von denen mit Dr. Smith’s Safari (1972), Once under the Cherry Blossom Tree: An Old Japanese Tale (1974), The Ink-Keepers Apprentice (1979), Allison (1997), Kamishibai Man (2005) fünf auch in deutscher Übersetzung erschienen sind. Say debütierte mit der Illustration des Gedichtbandes A Canticle to the Waterbirds (1968). Sein neuestes Werk ist The Inker’s Shadow (2015).
Zu seinen wichtigsten Büchern gehören Grandfather’s Journey (1993), The Boy of the Three Year Nap (1993), The Bicycle Man (1989) und Tree of Cranes (1991). Für seine Illustrationen wurde er unter anderem mit dem New York Times Best Illustrated Books Award (1980), dem Horn Book Award (1988) und der Caldecott Medal (1994) ausgezeichnet. Die US-amerikanische Presse bezeichnete Says Aquarellzeichnungen als »vivid« (New York Times), »beautiful« (LA Times) und »haunting« (USA Today).
Say lebt in Portland, Oregon.

## Leben
Allen Say wurde 1937 in Yokohama geboren. Sein Vater war Koreaner, der als Waisenjunge bei einer britischen Familie in Shanghai aufwuchs. Seine in Oakland, Kalifornien, geborene Mutter war japanisch-amerikanischer Herkunft, wurde aber nach der High School von ihren Eltern zurück nach Japan gebracht, um dort zu einer anständigen japanischen Dame heranzuwachsen.
Seine Eltern ließen sich scheiden, als Say neun Jahre alt war. Say hatte keinen besonders guten Kontakt zu seinem Vater, da dieser von seinen mäßigen schulischen Leistungen enttäuscht war und seine künstlerischen Ambitionen verurteilte. Seine Schwester blieb bei der Mutter, während Allen zu seiner Großmutter geschickt wurde, um dort eine gute Schule besuchen zu können. Doch das Verhältnis zwischen den beiden war nicht besser, als das zwischen Say und seinem Vater. Deshalb wurde eine Übereinkunft getroffen, die es Say mit gerade einmal zwölf Jahren erlaubte, näher an seiner Schule und von nun an alleine zu leben.
Während dieser Zeit wurde Say Lehrling des von ihm bewunderten Comic-Zeichners Noro Shinpei. Doch als Say 16 Jahre alt wurde und seine Künstlerkarriere gerade beginnen sollte, zog sein Vater mit seiner neuen Familie in die USA und lud Say ein, sich ihm anzuschließen. Zu Says Erschrecken hatte sein Vater ihn an der Harding Militärakademie in Glendora, Kalifornien, angemeldet. Doch als Say beim Rauchen auf seinem Zimmer erwischt wurde, verwiesen sie ihn von der Schule. Nicht wissend, wie es nun weitergehen sollte, besuchte Say zunächst die Citrus Union High School in Azusa. Dort wurde er von seinem Schulleiter ermutigt, sich seine künstlerische Gabe zu Nutze zu machen. Am Wochenende besuchte Say Kunstkurse am Chouinard Art Institute oder belegte Seminare am Art Center College of Design in Los Angeles.
Nach seinem Abschluss kehrte er nach Japan zurück und schwor sich, nie wieder einen Fuß in die USA zu setzen. Trotzdem zog es ihn ein Jahr später wieder nach Amerika, wo er als eine Lehre als Plakatmaler begann. Doch nach Einfällen anderer zu zeichnen interessierte ihn eigentlich nicht, weshalb Say kündigte. Anschließend heiratete er Deirdre Myles. Aus dieser Ehe ging seine Tochter Yuriko hervor. Say zog nach Berkeley, um an der dortigen Universität ein Architekturstudium zu beginnen.
Wegen eines technischen Fehlers wurde Says studentisch bedingte Aussetzung des Militärdienstes widerrufen und er wurde von der Armee eingezogen. Die nächsten beiden Jahre verbrachte er deshalb in Deutschland. Dort wurde ein befehlshabender Offizier auf seine Werke aufmerksam und eine von Says Fotografien wurde in der Zeitung Stars and Stripes veröffentlicht.
Nach seiner Rückkehr in die USA arbeitete Say als Auftragsfotograf und gewann dadurch viele Kontakte zu Kunstdirektoren und Designern, die Say ermutigten, sich als Illustrator selbstständig zu machen. Sein erstes Buch Smith’s Safari wurde 1972 veröffentlicht. Während der nächsten zehn Jahre betätigte Say sich nicht nur als Illustrator, sondern auch als Schriftsteller und Fotograf. 1979 brachte er seinen bisher einzigen Roman The Ink-Keepers Apprentice heraus. Das Buch thematisiert Says Zeit mit Noro Shinpei, während der er sich dazu entschied, Künstler zu werden.
1988 gewann er mit seinen Illustrationen für Dianne Snyders The Boy of the Three-Year Nap den Caldecott Honor Award und den Boston Globe Horn Book Award. Daraufhin gab Say das Fotografieren auf und widmete sich fortan nur dem Schreiben und Illustrieren von Kinderbüchern.
Das Japanese American National Museum richtete im Jahr 2000 eine Retrospektive über Allen Says Arbeiten aus. Unter dem Titel Allen Say’s Journey: The Art and Words of a Children‘s Book Author wurden 55 Originalillustrationen sowie Skizzenbücher und Gegenstände aus Says Leben ausgestellt.
Allen Says Geschichten sind inspiriert von persönlichen Erfahrungen und Erlebnissen, aber auch von japanischen Volksmärchen und kulturellen Besonderheiten des Landes.
2016 war er Jurymitglied der Auszeichnung Das außergewöhnliche Buch des Kinder- und Jugendprogramms des Internationalen Literaturfestivals Berlin.

## Werk

### 1960er

#### A Canticle to the Waterbirds(1968)
A Canticle to the Waterbirds ist ein Gedichtband von William Everson, der beim Eizo Verlag in Berkeley, Kalifornien, erschien und mit Fotografien von Allen Say illustriert wurde.

### 1970er

#### Two Ways of Seeing(1971)
Two ways of Seeing wurde ebenfalls mit Fotografien von Allen Say ausgestattet. Der Band mit Gedichten von Wilson G. Pinney erschien bei Little, Brown and Company in Boston, Massachusetts.

#### Dr. Smith’s Safari(1972) /Doktor Schmidts Safari(1974)
Doktor Schmidts Safari war Says erstes eigenes Bilderbuch, das 1972 beim amerikanischen Verlag Harper & Row erschien und zwei Jahre später in deutscher Übersetzung beim Insel Verlag publiziert wurde. Die Übersetzung besorgte Jörg Drews.
Die Geschichte von Doktor Schmidt illustrierte Say mit Tuschezeichnungen. Eines Morgens entschließt Schmidt sich dazu, jagen zu gehen, doch alles kommt anders, als er gedacht hatte. Als er die Tiere endlich findet, laden sie ihn in das Gasthaus „Zur Forelle“ ein und plaudern mit ihm. Dabei erzählen sie Doktor Schmidt, dass sie nachts von merkwürdigem Lärm erschreckt werden. Der Doktor möchte ihnen helfen und so lauern sie den merkwürdigen Wesen auf. Als die Tiere sie näher kommen hören, gibt Schmidt einen Schuss ab. Doch als er sieht, wer die merkwürdigen Geräusche gemacht hat, schämt er sich, geschossen zu haben. Es waren nur kleine Leute, die des Nachts mit Kokosnüssen spielen. Vor lauter Gram wirft Schmidt sein Gewehr ins Wasser und sie feiern alle zusammen ein Fest.

#### The Nose: a Tale Based on "Hana" by R. Akutagawa(1973)
Allen Says illustrierte Nacherzählung dieser japanischen Volksmärchen erschien beim Oyez Verlag. Die Geschichte handelt von einem Mann, dessen Nase so groß ist, dass sie bis an sein Kinn reicht, doch als ein Heiler sie verkleinert, lachen die Leute wegen seiner Eitelkeit noch mehr über ihn. Deshalb ist er froh, als seine Nase eines Morgens wieder ihre alte Größe hat.

#### Once under the Cherry Blossom Tree: An Old Japanese Tale(1974) /Unter dem Kirschblütenbaum(2016)
Unter dem Kirschblütenbaum wurde 1974 beim US-amerikanischen Verlag Houghton Mifflin in amerikanischer Sprache veröffentlicht und umfasst 32 Seiten. Die deutsche Übersetzung erschien am 17. März 2016 bei der Edition Bracklo und umfasst 32 Seiten. Gabriela Bracklo besorgte die Übersetzung.
Say erzählt in diesem Buch ein Makura. Diese Art der japanischen Kurzgeschichte, die übersetzt „Kopfkissen“ heißt, wurde vorgetragen, um die Zuschauer in Stimmung für die eigentliche lustige Geschichte (Rakugo) zu bringen. „Unter dem Kirschblütenbaum“ ist eins der beliebtesten und ältesten Makura und damit ein charakteristisches Beispiel für die Tradition des Japanischen Humors. Says Tuschezeichnungen komplettieren dabei die surreale Geschichte des übellaunigen Grundherren, dem ein Kirschbaum auf seinem Kopf wächst.

#### The Feast of Lanterns(1976)
The Feast of Lanterns erschien bei dem amerikanischen Verlag HarperCollins. Die Geschichte handelt von zwei Brüdern, die in einem Fischerdorf auf einer kleinen japanischen Insel leben und das Boot ihres Onkels stehlen, um zum ersten Mal in ihrem Leben das Festland zu sehen.

#### Morning Glories(1976)
Morning Glories ist ein Gedichtband von Shiga Naoya, den Say illustrierte und gemeinsam mit David Metzler übersetzte. Der Band erschien bei Oyez Press in Berkeley, Kalifornien.

#### Magic Night and the River(1978)
Magic Night and the River ist eine Geschichte von Eve Bunting, die Allen Say illustrierte. Sie erschien bei Harper & Row und handelt von einem japanischen Jungen und seinem Großvater, denen Kormorane beim Fischen helfen, da sie die Vögel zuvor gut behandelt haben.

#### The Ink-Keepers Apprentice(1979) /Die Schüler des Comic-Meisters(1999)
The Ink-Keepers Apprentice ist der erste und einzige Roman Says. Da das Buch hauptsächlich auf autobiographischen Tatsachen beruht, entschied sich Say in der zweiten Auflage, die 1994 erschien, dem Erzähler seinen eigenen Namen zu geben.
Der dreizehnjährige Sei ist begeistert, als der berühmte Comic-Zeichner Noro Shinpei ihn als seinen Schüler und Assistenten aufnimmt. Sein Leben nimmt von dort an eine positive Wendung. Es gibt hitzige Diskussionen, aufregende Feste und vor allem die Ehre, die Hintergründe der Comicbilder des Meisters zu gestalten. Es folgen Aktzeichenkurse, bei denen der neue Schüler Probleme hat, sich an die Nacktmodelle zu gewöhnen, horizonterweiternde Ausflüge, Van Gogh-Ausstellungen sowie eine Demonstration, die in Ausschreitungen endet. Sei genießt es, alleine in seinem kleinen schäbigen Zimmer zu wohnen. Die Handlung findet in der Zeit nach dem Zweiten Weltkrieg statt. Bohnen-Kuchen, Kimonos und die Samurai-Tradition koexistieren mit Van Gogh-Ausstellungen, Degas-Nachdrucken und Hesse-Romanen.
„A sparkling, touching portrait of a young person coming into his own.“ (Kirkus Review, 1. März 1979).

### 1980er

#### The Lucky Yak(1980)
The Lucky Yak ist eine Geschichte von Annetta Lawson, die Say illustrierte und dafür den New York Times Best Illustrated Award erhielt.
Das Buch wurde bei Houghton Mifflin veröffentlicht. Es handelt von einem Yak namens Edward, der alles hat, was man sich nur wünschen kann und trotzdem nicht glücklich ist, weshalb er beschließt, einen Psychiater aufzusuchen. Dr. Huffin N. Puffin, der Papageientaucher, hat eine Idee, wie er Edward helfen kann. Er überredet ihn, auf seine Tochter Muffin Puffin aufzupassen. Es dauert nicht lange, bis sie das ganze Haus auf den Kopf gestellt hat. Essig fließt über den Boden, den sie zuvor mit Butter eingerieben hat. Mit ihrem Dreirad hat Muffin eine Delle in den Kühlschrank gefahren und trommelt nun auf den Töpfen herum. Völlig entgeistert ruft Edward Dr. Puffin an, damit dieser seine Tochter wieder abholt. Von nun an weiß Edward sein ruhiges Leben zu schätzen und ist sehr zufrieden mit dem, was er hat.

#### The Secret Cross of Lorraine(1981)
The Secret Cross of Lorraine ist ein Jugendkrimi von Thea Brown, den Allen Say illustrierte. Er erschien bei Parnassus Press und erzählt die Geschichte von Twyla, die ihre Freunde in Frankreich besucht. Sie machen eine erschreckende Entdeckung und versuchen den Besitzer des Kreuzes von Lothringen auszumachen, was sich schwieriger herausstellt, als sie zunächst annehmen.

#### The Bicycle Man(1982)
Allen Says The Bicycle Man erschien bei Mount Parnassus Press. Die Geschichte handelt von zwei amerikanischen Soldaten, die auf einem geliehenen Fahrrad fantastische Kunststücke für ein Sportfest in einem besetzten japanischen Dorf machen. Die Geschichte basiert auf Erinnerungen aus Says Kindheit.
„Savor it, share it, and let the Japanese traditions and the wonderful meetings speak for themselves.“ (Kirkus Review, 1. September 1982)

#### How My Parents Learned to Eat(1984)
Say illustrierte Ina R. Friedmans Buch, das bei Houghton Mifflin erschien. Die Geschichte handelt von einem amerikanischen Matrosen, der eine junge Japanerin umwirbt. Doch das gemeinsame Essen stellt sich als problematisch heraus. John probiert, in einem japanischen Restaurant mit Stäbchen zu essen und Akio versucht, von ihrem Onkel den Umgang mit Messer und Gabel zu lernen. Als sich dies jedoch als schwieriger herausstellt, als vorher angenommen, entschließen sich die beiden, für ihren Hochzeitstag japanisches und europäisches Besteck zu benutzen.
Für seine Illustrationen gewann Say 1985 den Christopher Award und wurde auf die Horn Book Honor List gesetzt.

#### The Boy of the Three Year Nap(1988)
Dianne Snyder erzählt in diesem Buch, das bei Houghton Mifflin erschien, die Geschichte eines japanischen Volksmärchens. Taro, der wegen seiner Faulheit nur The Boy of the Three-Year Nap genannt wird, ist der Sohn einer fleißigen aber armen Näherin. Als die neuen, reichen Nachbarn in das Nachbarhaus ziehen, hat er eine Idee, wie er seine Mutter beruhigen kann, die sich über seine Trägheit beschwert und sich gleichzeitig ein ruhiges Leben sichert. Taro verkleidet sich als eine japanische Gottheit und gibt vor, der Patron des Dorfes zu sein und kann so den reichen Kaufmann überreden, dass dessen Tochter den faulsten Jungen im Dorf heiraten muss. Als der Nachbar Taros Mutter um ihre Erlaubnis für die Hochzeit bittet, wittert diese den Trick ihres Sohns. Sie stimmt der Verlobung zwar zu, aber nur unter der Bedingung, dass ihr Sohn für den Kaufmann arbeitet.
The Boy of the Three-Year Nap erhielt den Boston Globe Horn Book Award. Die Illustrationen brachten das Buch auf die Caldecott Medal Honor List.

#### A River Dream(1988)
Say beschreibt ihn diesem Bilderbuch die Reise eines kleinen Jungen, der mit Fieber im Bett liegt. Dieser hat einen wunderschönen Traum, in dem er vor dem Fenster plötzlich einen Fluss sieht, der dort fließt, wo eigentlich immer eine Straße verlief. Der Junge geht hinaus und findet ein Boot, mit dem er den Fluss hinuntersegelt. Dort wartet sein Onkel Scott auf ihn und gemeinsam gehen sie Fliegenfischen. Doch als der Junge schließlich einen Fisch fängt, entscheidet er sich, ihn wieder freizulassen, denn sein Onkel meint, es sei besser den Fluss so zu lassen, wie sie ihn vorgefunden haben.
The Dream River erschien ebenfalls bei Houghton Mifflin.

#### The Lost Lake(1989)
The Lost Lake ist ein Bilderbuch von Say, in dem die Geschichte von der Suche nach einem wunderschönen See erzählt wird.
Lukes Vater steckt bis zum Hals in Arbeit und findet kaum noch Zeit für seinen Sohn. Doch eines Samstags überrascht Lukes Vater ihn mit einem Campingausflug. Als sie endlich den See finden, den sein Vater als Kind besucht hat, ist dieser überfüllt mit Badegästen. Also entschließen sich die beiden, einen neuen See zu suchen, den sie ganz für sich haben können. Während sie sich durch ein raues Unwetter und eine gefährlich Gegend kämpfen, in der Bären leben, wird Lukes Vater immer gelöster und gesprächiger. Und tatsächlich zahlt sich seine Sturheit aus, denn sie finden einen wunderschönen See, den sie ganz für sich alleine haben.

### 1990er

#### El Chino(1990)
Says Bilderbuch El Chino erzählt die wahre Geschichte des ersten chinesischen Stierkämpfers Billy Wong. Billy wird in Arizona geboren und sein Vater erklärt ihm immer wieder, dass in Amerika jeder das sein kann, was er möchte. Auf einer Europareise sieht er seinen ersten Stierkampf und ist begeistert von den athletischen Fähigkeiten der Matadore. Obwohl ihm alle sagen, nur ein Spanier könne ein richtiger Stierkämpfer sein, gibt er seinen Traum nicht auf und meldet sich bei einer Stierkampf-Schule an. Als er diese nach zwei Jahren abschließt, ist er jedoch noch gegen keinen Bullen angetreten. Unter seinem Spitznamen „El Chino“ – der Chinese – kämpft Wong gegen seinen ersten Stier und wird ein richtiger Matador.

#### Tree of Cranes(1991)
Tree of Cranes ist ein Bilderbuch Says mit biografischen Einflüssen. Es handelt von einem kleinen japanischen Jungen, der sich eine schlimme Erkältung eingefangen hat. Doch während er sich erholt, benimmt seine Mutter sich merkwürdig. Sie wirkt geistesabwesend, faltet viele Origami-Kraniche und gräbt im Garten einen Baum aus. Als der kleine Junge sie fragt, warum sie all diese eigenartigen Dinge tut, erklärt sie ihm, dass sie in Kalifornien geboren wurde und man dort an diesem Tag im Jahr Weihnachten feiere. Sie schmückt den ausgegrabenen Baum mit den Origami-Kranichen und Kerzen und der Junge erlebt sein erstes Weihnachtsfest.
Tree of Cranes erschien bei Houghton Mifflin.

#### Grandfather’s Journey(1993)
In Grandfather’s Journey erzählt Say die Geschichte seines Großvaters, der sowohl in Japan als auch in Kalifornien zu Hause war und egal, wo er sich aufhielt, das jeweils andere Land vermisste.
Grandfather’s Journey wurde am 1. Oktober 1993 beim amerikanischen Verlag Houghton Mifflin in amerikanischer Sprache veröffentlicht, umfasst 32 Seiten und wurde in insgesamt vier Sprachen veröffentlicht. „Grandfather’s Journey“ ist das 15. Buch von Say und wurde 1994 mit der Caldecott Medal als herausragendstes Bilderbuch des Jahres ausgezeichnet.

#### Stranger in the Mirror(1995)
Nachdem sein Großvater abgereist ist, wacht Sam eines Morgens auf und stellt fest, dass er das Gesicht eines alten Mannes hat. Seine Eltern bringen ihn zu Ärzten, doch die wissen auch nicht genau, was Sam fehlt. In der Schule starren ihn alle an und lachen über ihn. Sogar seine besten Freunde wenden sich von ihm ab. Doch als Sam am Nachmittag ein Skateboard vor die Füße rollte, ist er wieder der kleine Junge. Mit dem gestohlenen Board fährt er davon und macht seine Tricks auf dem Spielplatz, bevor er es dem anderen Jungen, wiedergibt. Wieder zu Hause, entschließt er sich, davon zu laufen, doch bevor er dies umsetzen kann, schläft er ein. Als Sam am nächsten Tag erwacht und sich aus dem Haus schleichen will, schaut ihn aus dem Spiegel im Flur ein Fremder an, er hat schwarze Haare und glatte Haut. Es ist Sam, der wieder ein Kind ist. War das alles nur ein Traum?

#### Emma’s Rug(1996)
Die kleine Emma hat bereits Preise für ihre Malkünste gewonnen. Bevor sie ein Bild beginnt, starrt sie einige Zeit auf die abgenutzte weiße Decke, die sie bereits seit ihrer Geburt besitzt. Doch ihre Mutter kennt den Wert von Emmas Inspirationsquelle nicht und wäscht die Decke. Emma ist entsetzt, als sie sieht, was geschehen ist und gibt das Malen zunächst auf. Doch dann beginnen die Visionen für neue Bilder sich an anderen Orten zu zeigen und Emmas Kunstwerke sind nun noch besser als zuvor.
„Say depicts Emma’s art in a wholly believable way, as a combination of childlike subjects rendered with a sophisticated sense of color and composition; his well-lit, neatly drawn scenes--plus Emma’s nearly indiscernible expressions--make the turbulent illustration of her anguish intense, her subsequent delight, vivid.“ (Kirkus Review, 1. September 1996)

#### Allison(1997) /Allison(1998)
Says Bilderbuch Allison erschien 1998 in deutscher Übersetzung beim Moritz-Verlag. Die Übersetzung besorgte Susanne Koppe.
Allison, ein kleines japanisches Mädchen, wächst in Amerika bei ihren Adoptiveltern auf, die ihr nichts über ihre tatsächliche Herkunft erzählt haben. Eines Tages bekommt Allison einen Kimono von ihrer Großmutter geschickt, einen ähnlichen, wie ihre Puppe Mei Mei ihn trägt. Während ihr Vater Allison erzählt, dass ihre Puppe und deren Kimono von weit her kommen, bemerkt sie, dass sie Mei Mei viel ähnlicher sieht als ihren Eltern und wird nachdenklich. Beim Essen fragt sie ihre Eltern woher Mei Mei stamme und ihr Vater erklärt ihr, dass es ein entferntes Land sei. Von dort hätten sie Allison und ihre Puppe mitgebracht. Allison ist entsetzt, dass ihre Eltern gar nicht ihre richtigen Eltern sind. In der Schule versucht sie, über ihre Situation zu reden, doch die anderen Kinder können sie nicht verstehen. Allison ist wütend und zuhause angekommen zerstört sie ihre neuen Puppen. Im Garten findet sie eine streunende Katze, mit der sie sich anfreundet und die sie selbst adoptieren möchte, weil sie auch keine Mama und keinen Papa hat. Ihre Eltern erlauben es ihr und Allison versteht, dass ihre Eltern sie trotzdem lieben, auch wenn sie adoptiert ist.
Das Buch thematisiert das Bedürfnis der Zugehörigkeit.

#### Tea with Milk(1999)
In Tea with Milk verwendet Say Elemente aus der Lebensgeschichte seiner Mutter, die in San Francisco geboren wurde, deren Eltern sie aber mit 18 zurück nach Japan brachten, damit sie eine „richtige japanischen Dame“ werden würde.
May, die Protagonistin des Buches, lebt in San Francisco. Zuhause spricht sie japanisch mit ihrer Familie, isst Reis und Miso-Suppe und trinkt grünen Tee. Wenn sie ihre Freunde besucht, isst sie gebratenes Hühnchen und Spaghetti. May träumt davon, aufs College zu gehen und in ihrer eigenen Wohnung zu leben. Doch ihre Familie zieht zurück nach Japan und bald beginnt May, Amerika zu vermissen. Man nennt sie bei ihrem japanischen Namen Masako, sie muss Kimonos tragen und auf dem Boden sitzen. Außerdem soll sie noch einmal die High School besuchen, um ihr Japanisch zu verbessern. Dort ist sie eine Außenseiterin. Für May ist das alles fremd und sie kann sich nicht vorstellen, in diesem Land heimisch zu werden. Schließlich soll May auch noch heiraten und ein Heiratsvermittler wird engagiert. Entsetzt von diesem Gedanken entscheidet sich May dazu ihr Leben selber zu gestalten und macht sich auf den Weg nach Osaka. Die Stadt erinnert sie an San Francisco und in einem großen Einkaufszentrum findet sie eine Anstellung als Fahrstuhlführerin. Bald ist sie gelangweilt von dieser Aufgabe. Kurz vor Feierabend lernt May eine englische Familie in der Lobby kennen und ihr Chef erkennt ihr Potential, mit Fremden umzugehen. May wird zur Fremdenführerin des riesigen Einkaufszentrums. Eines Tages spricht sie ein Mann auf Englisch an, obwohl er japanisch aussieht, er lädt sie zum Tee ein und die beiden bemerken, dass sie sich sehr ähnlich sind. Sie verlieben sich und finden ein neues Zuhause in Yokohama.

### 2000er

#### The Sign Painter(2000)
Ein Junge, hungrig und allein ein einer großen Stadt, ist auf der Suche nach Arbeit. Wegen seines zeichnerischen Talents bekommt er eine Anstellung als Assistent bei einem Plakatmaler. Der Job gibt ihm Sicherheit, doch seine kreativen Bedürfnisse kann er nicht befriedigen. Die Geschichte thematisiert die Unvereinbarkeit von materieller Sicherheit und Träumen, deren Erfüllung mit einer unsicheren Zukunft verknüpft ist. Wofür soll man sich entscheiden?

#### Home of the Brave(2002)
Home of the Brave handelt von der Internierung japanischstämmiger Amerikaner während des Zweiten Weltkriegs in den USA. Die japanischen Immigranten wurden zu potentiellen Feinden erklärt und mit dieser Begründung eingesperrt.
Says Geschichte wirkt wie ein Alptraum. Ein Mann stürzt mit seinem Kajak einen Wasserfall hinunter und taucht daraufhin in einem unterirdischen Tunnel wieder auf. Dort findet er eine Leiter und kann wieder an die Oberfläche zurückkehren. Doch hier sieht er nur eine karge Mondlandschaft und ein paar Kinder, die Namensschilder an ihren Mänteln tragen. Sie seien aus dem Lager erzählen sie ihm, doch dort warten noch mehr Kinder, die sich wünschen, wieder zuhause bei ihren Eltern zu sein. Doch der Lichtkegel eines Wachturms zerstreut die Versammlung und der Mann verliert die Kinder aus den Augen und befindet sich nun wieder am Fluss, wo er einschläft. Als er erwacht, sieht der Mann uramerikanische Kinder, die mit seinem Kajak spielen. Er kann weiter fahren, aber sie bleiben zurück.

#### Music for Alice(2004)
Music for Alice erzählt die Lebensgeschichte von Alice Sumida, die nichts lieber tat, als zu tanzen. Doch als Farmerstochter war ihr ein anderer Weg vorherbestimmt. Nach der Schule heiratet sie Mark, der sich nicht besonders viel für das Tanzen interessiert. Gemeinsam züchten sie während des Zweiten Weltkriegs Gladiolen. Obwohl sie bald die größte Farm für Schwertliliengewächse besitzen, verkaufen sie diese, denn „Erfolg allein macht nicht glücklich“. Mark stirbt und Alice kehrt zur Farm zurück, die sie vor 30 Jahren verlassen hatten. „Jetzt kann ich tanzen“, entscheidet Alice mit ihren über 80 Jahren.

#### Kamishibai Man(2005) /Kamishibai-Mann(2015)
Der Kamishibai-Mann (Originaltitel: Kamishibai Man) erzählt die Geschichte eines Kamishibai-Mannes, der sein Handwerk aufgeben musste, da die Kinder lieber Fernsehen, als ihm zuzuhören. Doch eines Tages macht er wieder seine Runde. Das Buch wurde am 25. Oktober 2005 bei dem amerikanischen Verlag Houghton Mifflin Harcourt in amerikanischer Sprache veröffentlicht und umfasst 32 Seiten. Die deutsche Übersetzung erschien am 1. März 2015 bei der Edition Bracklo und umfasst 40 Seiten. Gabriela Bracklo besorgte die Übersetzung. Das Buch ist unter anderem in den USA, Deutschland, Japan und China publiziert worden.
Jiichan (japanisch für Großvater) lebt mit seiner Frau Baachan (japanisch für Großmutter) in einem kleinen Haus am Rande der Stadt. Eines Tages beschließt Jiichan, wieder seiner früheren Tätigkeit als Kamishibai-Mann nachzugehen. Kamishibai bedeutet übersetzt „Papiertheater“. Die Kamishibai-Männer fuhren während der japanischen Vorkriegszeit mit ihrem Fahrrad und einem auf dem Gepäckträger montierten hölzernen Kasten an verschiedene Orte, um den Kindern Geschichten zu erzählen. Dabei steckten sie verschiedene Bildkarten in den Kasten, in dem sich auch Schubladen für Süßigkeiten befanden, um den Inhalt ihrer Geschichte zu untermalen. Die Kinder kauften die Leckereien und der Kamishibai-Mann erzählte ihnen seine Geschichten. Eigentlich handelte es sich dabei um eine unendliche Erzählung, die immer dann unterbrochen wurde, wenn es gerade am spannendsten war und die Kinder mussten warten, bis der Kamishibai-Mann wiederkehrte, um die Geschichte fortzusetzen.
In Says Buch schnallt sich Jiichan seinen alten Kamishibai-Kasten mit den von Baachan zubereiteten Süßigkeiten auf den Gepäckträger seines Fahrrads und fährt den Hügel hinab in die Stadt. Doch dort hat sich vieles verändert. Hohe Häuser wurden gebaut, Bäume gefällt und die rüpelhaften Autofahrer erschrecken den alten Mann. Als Jiichan endlich einen freien Platz findet, packt er seinen Kamishibai-Kasten aus und beginnt seine eigene Geschichte zu erzählen und während Jiichan davon berichtet, wie seine Geschichten langsam aber sicher durch Fernseherapparate ersetzt wurden, sammelt sich eine Menschentraube um ihn. Es sind die mittlerweile erwachsenen Frauen und Männer, die ihren alten Kamishibai-Mann wiedererkennen, dem sie als Kinder so gebannt zugehört haben. Sie jubeln, klatschen und fragen nach den altbekannten Geschichten. Jiichan dreht von nun an wieder seine Runde.
Mit den bunten Illustrationen wirkt Says Buch selbst wie eine Art Kamishibai. Die liebevoll gemalten Aquarelle wechseln sich ab mit einem etwas skizzenhafteren Stil, der für die Rückblende von Jiichans Erzählung verwendet wird.

#### Erika-san(2009)
Erika liebt das Bild im Haus ihrer Großmutter, das ein kleines japanisches Holzhaus zeigt. Von Kind an träumt sie davon, in Japan zu leben. Sie studiert Japanisch und findet nach dem College schließlich einen Job als Lehrerin im Land ihrer Träume. Doch Tokio ist nicht das, was sie sich erhofft hatte. Dort sind zu viele Menschen und es ist ihr viel zu laut. Ist Japan tatsächlich das Land, von dem Erika geträumt hat? Auch das nächste kleine Dorf ist ihr immer noch zu groß, so verschlägt es sie auf eine entlegene Insel. Dort entdeckt sie ein kleines Teehaus, das genauso aussieht wie das auf dem Bild ihrer Großmutter. Erika erlernt dort die traditionelle Teezeremonie mit Aki aus ihrem Lehrerkollegium, den sie schließlich heiratet.

### 2010er

#### The Boy in the Garden(2010)
Jiros Mutter erzählt ihm die Geschichte eines Holzfällers, der einen Kranich aus einer Falle befreit. Zur Belohnung wird der Kranich zu einer wunderschönen Frau und heiratet den Holzfäller. Doch als dieser seinen Schwur bricht, nicht nachzusehen, während sie webt, wird sie wieder zu einem Kranich und verlässt den Mann.
Als Jiro mit seinem Vater bei Mr. Ozu zu Besuch ist und er einen Kranich im Garten sieht, fällt ihm die Legende wieder ein und er läuft in den Garten. Doch es ist nur eine Statue, die er gesehen hat. In seinen Träumen versunken, erkundet er den Garten und stößt auf einen Pfad, der zu einer kleinen Hütte führt. Dort trifft er die Kranich Frau und gemeinsam essen sie eine Suppe. Doch am nächsten Tag geht sie in ihre Webstube und lässt Jiro schwören, bloß nicht zu linsen. Doch plötzlich kommen Jiros Vater und Mr. Ozu in den Raum und behaupten, er habe geschlafen. Als sie sich auf den Heimweg machen, kommen sie wieder an der Kranich-Statue, vorbei und Jiros Vater merkt an, dass sie wirklich echt aussehe, doch Jiro weist seinen Vater darauf hin, dass es nur eine Figur sei.
„This is a beautiful, moving, quietly mysterious read, ripe with possibilities for interpretation and contemplation.“ (Kirkus Review, 15. September 2010)

#### Drawing from Memory(2011)
Drawing from Memory erzählt die Geschichte von Says Leben und wie er sich trotz schwieriger Umstände seinen Traum vom Zeichnen erfüllte. Say kombiniert Aquarelle mit Fotos, Comicpanels und Skizzen. Das Buch thematisiert die Schwierigkeit, die eigenen Träume zu erreichen und gleichzeitig die Erwartungen der anderen zu erfüllen. Auch das Bedürfnis der Zugehörigkeit, Entwurzelung, Familie, Beharrlichkeit, Träume und die Erfüllung derselben sowie Loyalität und Kreativität sind Thema der Erzählung und erinnern damit an viele andere Bücher Says.
„Aesthetically superb; this will fascinate comics readers and budding artists while creating new Say fans.“ (Kirkus Review, 5. Juli 2011)

#### The Favorite Daughter(2013)
Als Yuriko ein Kinderfoto für ein Klassenalbum mitbringen soll, wird sie von ihren Klassenkameraden gehänselt, weil sie keine schwarzen Haare hat, wie eine typische Japanerin. Dann spricht auch noch die Kunstlehrerin ihren Namen falsch aus und Yurikos Mitschüler ziehen sie damit auf. Sie will sein wie die anderen Kinder und nennt sich nun Michelle. Doch ihr geduldiger Vater zeigt ihr all das Schöne, das sie durch ihre japanischen Wurzeln dazugewonnen hat. Sie gehen in ihr liebstes Sushirestaurant und besuchen den japanischen Teegarten im Golden Gate Park und am Ende des Tages ist Yuriko stolz auf ihre Einzigartigkeit und zeigt dies auch in ihrem Kunstprojekt, das sie für die Schule anfertigen soll.

#### The Inker’s Shadow(2015)
The Inker’s Shadow knüpft dort an, wo Drawing from Memory aufhört. Auch dieses Werk basiert auf biografischen Gegebenheiten aus Says Leben. Der 15-jährige Allen Say erreicht 1953 die USA wird dort von seinem Vater, der bisher kein sonderliches Interesse an ihm gezeigt hat, sofort auf die Militärakademie in Südkalifornien abgeschoben, um dort Englisch zu lernen und von nun an ein erfolgreiches Leben zu führen. Mit einer Mischung aus Text, Farbillustrationen und Comicpanels schildert Say seine Erfahrungen als einziger japanischer Student an der Schule und den Rassismus, der ihm von Mitschülern und deren Eltern entgegengebracht wurde. Say wird bald der Schule verwiesen und zieht von den Baracken in ein schäbiges Zimmer über einem Motel. Doch das Zimmer- und Küchenpersonal ermutigt ihn, etwas mit seinem Leben anzufangen und die Motel-Mitarbeiter bringen ihm sogar das Autofahren bei. Sein grausamer Vater verachtet ihn, doch bei dem Direktor seiner neuen Schule findet Say Unterstützung. The Inker’s Apprentice erzählt die Geschichte eines Künstlers, der unter schwierigen Umständen und in einem fremden Land seinen Weg sucht.

## Bibliographie
| 1968: A Canticle to the Waterbirds, William Everson (Text), Allen Say (Illustration), Eizo (Berkeley (Kalifornien)), ISBN unbekannt             | — | Lyrik                   |                                                                   |
| 1971: Two Ways of Seeing, Wilson G. Pinney (Text), Allen Say (Illustration), Little, Brown and Company (Boston), ISBN unbekannt                 | — | Lyrik                   |                                                                   |
| 1972: Dr. Smith’s Safari, Allen Say (Text), Allen Say (Illustration), Harper & Row (New York), ISBN 978-0-06-025219-9                           | 1974: Doktor Schmidts Safari, Jörg Drews (Übersetzung), Insel Verlag (Frankfurt am Main), ISBN 978-3-458-15743-4                        | Bilderbuch / Kinderbuch |                                                                   |
| 1976: The Feast of Lanterns, Allen Say (Text), Allen Say (Illustration), Harper & Row (New York), ISBN 0-06-025213-8                            | — | Bilderbuch / Kinderbuch |                                                                   |
| 1954: Asago, Shiga Naoya (Text), Chūō Kōronsha (Tokyo), ISBN unbekannt                                                                          | 1976: Morning Glories, Allen Say, David Metzler (Übersetzung), Allen Say (Illustration) Oyez (Berkeley (Kalifornien)), ISBN unbekannt   | Lyrik                   | Gedruckt von Graham MacKintosh                                    |
| 1978: Magic and the Night River, Eve Bunting (Text), Allen Say (Illustration), Joanna Cotler Books (New York), ISBN 978-0-06-020912-4           | — | Bilderbuch / Kinderbuch |                                                                   |
| 1980: The Lucky Yak, Annetta Lawson (Text), Allen Say (Illustration), Houghton Mifflin Harcourt (Boston), ISBN 978-0-395-29523-6                | — | Bilderbuch / Kinderbuch |                                                                   |
| 1984: How My Parents Learned to Eat, Ina R. Friedmann (Text), Allen Say (Illustration), Sandpiper (Boston), ISBN 978-0-395-44235-7              | — | Bilderbuch / Kinderbuch |                                                                   |
| 1981: The Secret Cross of Lorraine, Thea Brow (Text), Allen Say (Illustration), Parnassus Press (Boston), ISBN 978-0-395-30344-3                | — | Bilderbuch / Kinderbuch |                                                                   |
| 1982: The Bicycle Man, Allen Say (Text), Allen Say (Illustration), Sandpiper (Boston), ISBN 978-0-395-50652-3                                   | — | Bilderbuch / Kinderbuch |                                                                   |
| 1988: The Boy of the Three-Year Nap, Dianne Snyder (Text), Allen Say (Illustration), Houghton Mifflin Harcourt (Boston), ISBN 978-0-395-66957-0 | — | Bilderbuch / Kinderbuch | Auf der Caldecott Honor Book List                                 |
| 1988: A River Dream, Allen Say (Text), Allen Say (Illustration), Houghton Mifflin Harcourt (Boston), ISBN 978-0-395-65749-2                     | — | Bilderbuch / Kinderbuch |                                                                   |
| 1989: The Lost Lake, Allen Say (Text), Allen Say (Illustration), Sandpiper (Boston), ISBN 978-0-395-63036-5                                     | — | Bilderbuch / Kinderbuch |                                                                   |
| 1990: El Chino, Allen Say (Text), Allen Say (Illustration), Houghton Mifflin Harcourt (Boston), ISBN 978-0-395-77875-3                          | — | Bilderbuch / Kinderbuch |                                                                   |
| 1991: Tree of Cranes, Allen Say (Text), Allen Say (Illustration), Houghton Mifflin Harcourt (Boston), ISBN 978-0-547-24830-1                    | — | Bilderbuch / Kinderbuch |                                                                   |
| 1993: Grandfather’s Journey, Allen Say (Text), Allen Say (Illustration), Houghton Mifflin Harcourt (Boston), ISBN 978-0-547-07680-5             | — | Bilderbuch / Kinderbuch | Gewinner der Caldecott Medal 1994                                 |
| 1979: The Ink-Keepers Apprentice, Allen Say (Text), Harper & Row (New York), ISBN 978-0-7569-6811-3                                             | 1999: Die Schüler des Comicmeisters, Ulli und Herbert Günther (Übersetzung), Carl Hanser Verlag (München, Wien), ISBN 978-3-446-18460-2 | Roman / Jugendbuch      |                                                                   |
| 1995: Stranger in the Mirror, Allen Say (Text), Allen Say (Illustration), Houghton Mifflin Harcourt (Boston), ISBN 978-0-395-61590-4            | — | Bilderbuch / Kinderbuch |                                                                   |
| 1996: Emma’s Rug, Allen Say (Text), Allen Say (Illustration), Houghton Mifflin Harcourt (Boston), ISBN 978-0-395-74294-5                        | — | Bilderbuch / Kinderbuch |                                                                   |
| 1997: Allison, Allen Say (Text), Allen Say (Illustration), Houghton Mifflin Harcourt (Boston), ISBN 978-0-618-49537-5                           | 1998: Allison, Susanne Koppe (Übersetzung), Moritz Verlag (Frankfurt am Main), ISBN 978-3-89565-076-5                                   | Bilderbuch / Kinderbuch | Das erste Buch Says, welches in deutscher Sprache erschienen ist. |
| 1999: Tea with Milk, Allen Say (Text), Allen Say (Illustration), Houghton Mifflin Harcourt (Boston), ISBN 978-0-547-23747-3                     | — | Bilderbuch / Kinderbuch |                                                                   |
| 2000: The Sign Painter, Allen Say (Text), Allen Say (Illustration), Houghton Mifflin Harcourt (Boston), ISBN 978-0-544-10514-0                  | — | Bilderbuch / Kinderbuch |                                                                   |
| 2002: Home of the Brave, Allen Say (Text), Allen Say (Illustration), Houghton Mifflin Harcourt (Boston), ISBN 978-0-618-21223-1                 | — | Bilderbuch / Kinderbuch |                                                                   |
| 2004: Music for Alice, Allen Say (Text), Allen Say (Illustration), Houghton Mifflin Harcourt (Boston), ISBN 978-0-618-31118-7                   | — | Bilderbuch / Kinderbuch |                                                                   |
| 2005: The Kamishibai-Man, Allen Say (Text), Allen Say (Illustration), Houghton Mifflin Harcourt (Boston), ISBN 978-0-618-47954-2                | 2015: Der Kamishibai-Mann, Gabriela Bracklo (Übersetzung), Edition Bracklo (Gräfelfing), ISBN 978-3-9815066-7-9                         | Bilderbuch / Kinderbuch |                                                                   |
| 2009: Erika-san, Allen Say (Text), Allen Say (Illustration), Houghton Mifflin Harcourt (Boston), ISBN 978-0-618-88933-4                         | — | Bilderbuch / Kinderbuch |                                                                   |
| 2010: The Boy in the Garden, Allen Say (Text), Allen Say (Illustration), Houghton Mifflin Harcourt (Boston), ISBN 978-0-547-21410-8             | — | Bilderbuch / Kinderbuch |                                                                   |
| 2011: Drawing from Memory, Allen Say (Text), Allen Say (Illustration), Scholastic Press (New York), ISBN 978-0-545-17686-6                      | — | Bilderbuch / Kinderbuch |                                                                   |
| 2013: The Favorite Daughter, Allen Say (Text), Allen Say (Illustration), Arthur A. Levine Books (New York), ISBN 978-0-545-17662-0              | — | Bilderbuch / Kinderbuch |                                                                   |
| 2015: The Inker’s Shadow, Allen Say (Text), Allen Say (Illustration), Scholastic Press (New York), ISBN 978-0-545-43776-9                       | — | Bilderbuch / Kinderbuch |                                                                   |

## Nominierungen und Auszeichnungen
| 1979 | The Ink-Keeper’s Apprentice   | ALA Best Book for Young Adults                     |
| 1980 | The Lucky Yak                 | New York Times Best Illustrated Award              |
| 1982 | The Bicycle Man               | Booklist Editor’s Choice                           |
| 1982 | The Bicycle Man               | ALA Notable Book                                   |
| 1984 | How My Parents Learned to Eat | Horn Book Fanfare List                             |
| 1985 | How My Parents Learned to Eat | Christopher Award                                  |
| 1988 | A River Dream                 | New York Times Best Illustrated Children's Book    |
| 1988 | The Boy of the Three-Year Nap | ALA Notable Children’s Book                        |
| 1988 | The Boy of the Three-Year Nap | Horn Book Fanfare List                             |
| 1988 | The Boy of the Three-Year Nap | Horn Book Award                                    |
| 1989 | The Boy of the Three-Year Nap | Caldecott Honor Book                               |
| 1990 | El Chino                      | Horn Book Fanfare List                             |
| 1991 | Tree of Cranes                | Horn Book Fanfare List                             |
| 1993 | Grandfather’s Journey         | New York Times Best Illustrated Children's Book    |
| 1993 | Grandfather’s Journey         | Horn Book Fanfare List                             |
| 1994 | Grandfather’s Journey         | Globe Horn Book Award                              |
| 2000 | Tea with Milk                 | ALA Notable Children’s Books                       |
| 2006 | Kamishibai Man                | ALA Notable Children’s Book List                   |
| 2006 | Kamishibai Man                | Oregon Book Finalist                               |
| 2010 | Gesamtes Werk                 | Nominiert für den Astrid-Lindgren-Gedächtnis-Preis |
| 2011 | Drawing from memory           | New York Times Notable Children’s Books            |
| 2011 | Drawing from memory           | Booklist Editor’s Choice                           |
| 2011 | Drawing from memory           | Horn Book Fanfare List                             |
| 2012 | Drawing from Memory           | ALA Notable Children’s Book List                   |
| 2013 | Drawing from Memory           | Oregon Book Award                                  |
| 2014 | Favorite Daughter             | Oregon Book Finalist                               |

## Öffentliche Auftritte
- September 2016: Kinder- und Jugendprogramm des 16. Internationalen Literaturfestivals Berlin